# Show Dogs - Entriamo in scena
Show Dogs - Entriamo in scena (Show Dogs) è un film del 2018 diretto da Raja Gosnell, interpretato da Will Arnett e Natasha Lyonne e doppiato da Ludacris, Jordin Sparks, RuPaul, Gabriel Iglesias, Shaquille O'Neal, Stanley Tucci, Alan Cumming, Anders Holm, Blake Anderson e Kate Micucci.
Il film è uscito negli Stati Uniti il 18 maggio 2018 e ha incassato 36 milioni di dollari in tutto il mondo. Il film è stato accolto negativamente dalla critica, in particolare una scena accusata di normalizzare l'adescamento dei bambini; la casa di produzione è stata costretta a tagliare il film, rilasciando la nuova versione la settimana successiva.

## Trama
Max è un cane poliziotto addestrato, un agente eccezionale e beniamino di tre piccioni, abituato a cavarsela da solo. Una notte, al porto, si imbatte nel rapimento di un cucciolo di panda e Frank, l'agente dell'FBI che sta investigando sul caso. Tra Max e l'umano Frank non c'è affinità, ma vengono costretti dal commissario a lavorare insieme. Parteciperanno sotto copertura ad una prestigiosa mostra canina al Caesars Palace di Las Vegas per sgominare il contrabbando illegale di animali rari. 

## Riprese
Le riprese del film sono iniziate il 28 novembre 2016 al Pinewood Studio Wales nel Regno Unito per poi spostarsi a Las Vegas.

## Promozione
Il trailer ufficiale del film è stato distribuito su YouTube l'11 gennaio 2018.

## Distribuzione
Il film è stato rilasciato nelle sale cinematografiche statunitensi il 18 maggio 2018, mentre in quelle italiane, una settimana prima, il 10 maggio dalla Eagle Pictures.

## Accoglienza

### Incassi
A partire dal 3 giugno 2018, Show Dogs ha incassato 14,6 milioni di dollari negli Stati Uniti e in Canada e 2,2 milioni in altri territori, per un totale mondiale di 16,9 milioni.
Negli Stati Uniti e in Canada, il film è stato rilasciato il 18 maggio 2018, al fianco di Deadpool 2 e Book Club - Tutto può succedere, ed è stato proiettato in 3.145 sale nel suo weekend di apertura. Ha debuttato incassando 6 milioni, finendo sesto al botteghino. È sceso del 49% nel suo secondo fine settimana a 3,1 milioni, chiudendo al settimo posto.

### Critica
Il film è stato accolto negativamente dalla critica. Sull'aggregatore di recensioni Rotten Tomatoes ha un indice di gradimento del 17%, con un voto medio di 3,2 su 10, basato su 59 recensioni. Il commento del sito recita: "Show Dogs può intrattenere spettatori molto giovani, ma per chiunque altro, minaccia l'equivalente cinematografico di un giornale arrotolato sul muso", mentre su Metacritic ha un punteggio di 31 su 100, basato su 14 recensioni, che indica come “recensioni generalmente sfavorevoli”.
Christy Lemire di RogerEbert.com ha dato al film 0,5 stelle su 4 scrivendo che: "dai personaggi a malapena agli effetti visivi del formaggio ai tentativi piatti di risate consapevoli e sdolcinate, questo puzza di quel tipo di materiale che avresti avuto la sfortuna di scoprire nel barattolo degli affari sotto le spie fluorescenti impietose del tuo ipermercato senz'anima locale. È davvero desolante. La tua famiglia merita di meglio". Peter Hartlaub del San Francisco Chronicle ha dato il film a 0 stelle su 4, criticando con forza, tra le altre cose, la produzione datata, le battute "terribili" e il senso quasi inesistente del ritmo, concludendo che "Show Dogs è davvero pessimo, anche per un film con cani parlanti" e che "tutti meritiamo un live-action con cani parlanti migliore di questo".
Al contrario, Michael Rechtshaffen dell'Hollywood Reporter ha dato al film una recensione generalmente positiva, scrivendo: "... grazie a un casting di personaggi creativi e una sceneggiatura autocosciente che non è contraria a prendersi gioco di sé, Show Dogs emerge come una commedia familiare di alto livello che riesce a evitare di essere presa per il litigio della figliata, anche se in realtà non porta nulla di nuovo e diverso".

## Controversie

### Polemica per l'adescamento dei bambini e il conseguente ri-taglio
(Ruth Graham)
Il film è stato accusato di adescamento dei bambini basata su un punto della trama che descrive il personaggio principale del cane che è costretto ad avere i suoi genitali accarezzati da un giudice di esposizione canina senza consenso. Nel film, altri personaggi "insegnano" a non pensarci e ad andare al suo "posto zen" quando ciò accade. Inizialmente, in una proiezione di prova per il film, Terina Maldonado della rivista online Macaroni Kid, ha dichiarato: "Con il Movimento Me Too e tutti i discorsi sui predatori sessuali a Hollywood, non ho potuto fare a meno di pensare che questo messaggio, è palesemente aperto a gli adulti, ma per la comprensione di un bambino, è destinato a spingere i bambini ad essere aperti ad avere persone che toccano i loro privati, anche se non lo vogliono". Spronato da questa recensione, altri revisori professionisti hanno concordato sul fatto che le implicazioni dell'adescamento dei bambini fossero "disturbanti e serie". Bob Hoose di Focus on the Family: "ha descritto il contenuto della sua recensione ma non ha attribuito il movente, sebbene non fosse in disaccordo con l'interpretazione di Maldonado".
In risposta la Global Road Entertainment, il distributore del film, ha annunciato che lo stavano ri-tagliando. In un'intervista a Deadline Hollywood, la società ha detto:
Il co-sceneggiatore del film, Max Botkin, ha dichiarato di non aver scritto quelle scene e che la sceneggiatura originale è stata "pesantemente riscritta da altri 13 sceneggiatori", continuando a condannare fortemente i temi in questione.
Tuttavia, l'organizzazione no-profit National Center on Sexual Exploitation si è ancora offesa per l'uscita del film, affermando che conserva molte delle controverse scene commoventi sui genitali e consiglia vivamente ai genitori e ai badanti di evitare di portare i bambini a vedere il film.